# 江南市立宮田小学校
江南市立宮田小学校（こうなんしりつ みやたしょうがっこう）は愛知県江南市後飛保町に位置する公立小学校。

## 概要
旧葉栗郡宮田町のうち東部（江南団地開設に伴い設置された江南市立藤里小学校区域）を除いた部分を校区としている。校区内には曼陀羅寺も含まれる。一時期の児童数は1200人を超えていたが、2006年度（平成18年度）の全校児童は約750人だった。2017年（平成29年）8月時点の児童数は629人である。
運動場の東側にそびえ立つナンジャモンジャ（ヒトツバタゴ）の木があり、5月初旬には、真綿のような花がひときわ鮮やかに咲く。西側にはビオトープがあり、メダカや川エビなどが生息している。

## 沿革
- 1873年（明治6年） - 宮田学校・神明分教場・研尋小学・叢雲学校ができる[2]。
- 1908年（明治41年） - 宮田尋常小学校が設立される[2]。
- 1909年（明治42年）4月1日 - 現在地に移転して宮田尋常高等小学校に改称[2][3]。
- 1941年（昭和16年） - 宮田町国民学校に改称[2]。
- 1947年（昭和22年）4月1日 - 宮田町立宮田小学校に改称[2][3]。
- 1954年（昭和29年）6月1日 - 3町1村の合併で江南市が発足したことで江南市立宮田小学校に改称[2][3]。
- 1963年（昭和38年）5月5日 - 現在の校歌「わかくさのように」を制定して校歌碑を建立[2][3]。
- 1969年（昭和44年）4月1日 - 神明地区が江南市立藤里小学校に編入される[2][3]。
- 1971年（昭和46年）4月16日 - 公民館と兼用の体育館が竣工[2][3]。
- 1974年（昭和49年）7月15日 - プールが竣工[2][3]。
- 1978年（昭和53年）4月1日 - 前飛保地区の一部が江南市立門弟山小学校に編入される[2][3]。
- 1984年（昭和59年）11月30日 - 県の健康優良学校として「特別優秀」を受賞[2][3]。
- 1985年（昭和60年）11月3日 - 全国の健康優良学校「優良」を受賞[2][3]。
- 1990年（平成2年） - 小中学校生徒指導研究推進地区の指定発表会を開催[2]。
- 1995年（平成7年） - 宮田小学校支援ボランティアが発足[2]。
- 1997年（平成9年） - 交通少年団が「県警本部長賞」を受賞[2]。
- 1999年（平成11年） - ウォーターランド（観測池）を設置[2]。
- 1999年（平成11年） - PTA研究委嘱「家庭教育の向上を図ろう」を受ける[2]。
- 2002年（平成14年） - 丹葉地方教育事務協議会研究発表会を開催[2]。
- 2005年（平成17年） - 南舎の耐震工事が完了[2]。
- 2005年（平成17年） - 地域の安全マップが「愛知県知事賞」を受賞[2]。
- 2006年（平成18年） - 「自分づくり・仲間づくり」推進事業の委嘱を受ける[2]。
- 2006年（平成18年） - 北舎の耐震工事開始[2]。

## 教育目標
心豊かで たくましい宮田っ子 〜ふれ合い、学び合い、ひびき合い〜
- 明るく、たくましく生きる子 ・・・ 健やかな心と体を持ち、継続的に行動できる
- 自ら学び、考える子 ・・・ 創造性豊かで、自主的に判断して行動できる
- 礼儀正しく、親切な子 ・・・ 礼節を重んじ、感謝と思いやりのある行動ができる
- 助け合って、働く子 ・・・ 勤労を重んじ、協力・奉仕の心を持って行動ができる[1]

## 通学区域
- 後飛保町、河野町、松竹町、宮田町、前飛保町（緑ヶ丘、藤町を除く)、東野町（岩見）[4]。

## 進学先中学校
- 江南市立宮田中学校

## 周辺
- 江南市立藤里小学校[5]
- 江南市立宮田中学校[5]
- 曼陀羅寺 [5]
- アピタ江南西店
- 木曽川南派川
- 江南団地（藤里小学校校区）